# لين كلارك (لاعب كرة قدم أسترالية)
لين كلارك (بالإنجليزية: Len Clark)‏ هو لاعب كرة قدم أسترالية أسترالي، ولد في 30 يناير 1947.

## وصلات خارجية
- لين كلارك (لاعب كرة قدم أسترالية) على موقع AustralianFootball.com (الإنجليزية)
- لين كلارك (لاعب كرة قدم أسترالية) على موقع AFLtables.com (الإنجليزية)